# Fokker Spin

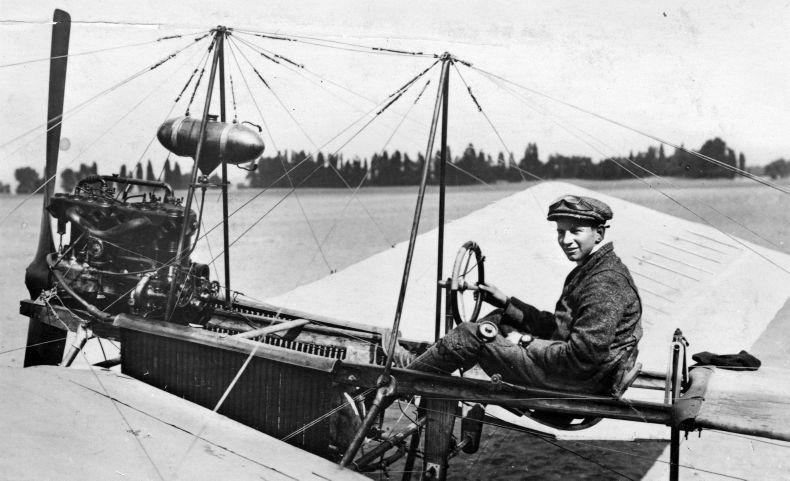
Fokker in zijn Spin

De Fokker Spin was het eerste vliegtuig van Anthony Fokker. Fokker bouwde het toestel in zijn tijd in Duitsland. Het was een experimentele eenmotorige laagdekker. De naam 'Spin' kreeg het toestel vanwege het grote aantal spandraden in de constructie. De eerste vlucht vond plaats in 1910. Totaal zijn er 25 exemplaren van gebouwd.

## Historie
De eerste Spin werd in 1910 gebouwd in samenwerking met Jacob Goedecker die de constructie ontwierp en de zakelijke partner Franz von Daum. Het vliegtuig kwam in december gereed. Wegens de weersomstandigheden besloot Fokker er nog niet mee te gaan vliegen. Hij ging naar Haarlem om kerstmis te vieren. Bij terugkomst bleek dat Von Daum het toestel tegen een boom had gevlogen. Snel volgde de Spin 2 waarin Anthony Fokker zichzelf leerde vliegen en waarmee hij zijn vliegbrevet behaalde. Volgens afspraak werd Von Daum nu eigenaar van het vliegtuig. Ook deze Spin werd door Von Daum onherstelbaar beschadigd, waarna Von Daum zich verder uit de luchtvaart terugtrok. 

### Vlucht rond de Sint-Bavokerk in Haarlem

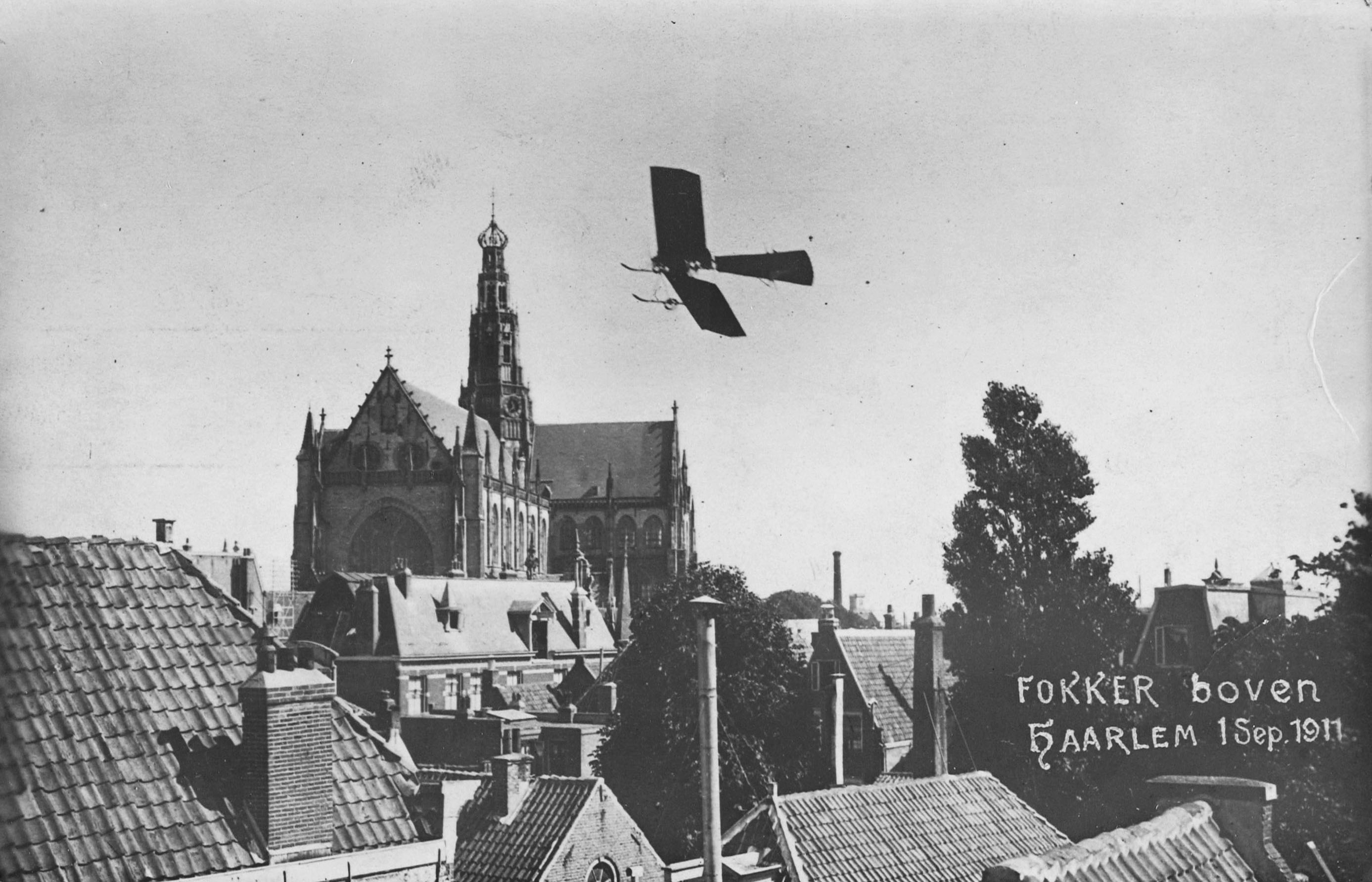
In zijn Spin vliegt Fokker rond de Grote of Sint-Bavokerk in Haarlem op 1 september 1911

Met zijn derde model van de Spin vloog Fokker op 1 september 1911 boven Haarlem en om de Grote of Sint-Bavokerk.

### Vliegtuigfabriek en vliegschool
Na dit succes vestigde Fokker een vliegtuigfabriek en vliegschool op het vliegveld Johannisthal bij Berlijn. In 1912-1913 werden in totaal 25 vliegtuigen gebouwd gebaseerd op de Spin, waaronder een aantal in een tweepersoonsuitvoering, zodat onderricht met dubbele besturing mogelijk werd. Veel Duitse vliegers leerden op de vliegschool van Fokker in een dergelijke Spin vliegen. 
De Spin M.1 was een tweezitter, die ook in kleine aantallen is gebouwd als type M.3. De M.2 uit 1912 de eerste volledig militaire versie met een gestroomlijnde romp. Daarna volgde nog de opvolger van de M.3, type M.4 met een neuswiel, die echter verder geen kopers opleverde. 

### Terugkeer naar Nederland

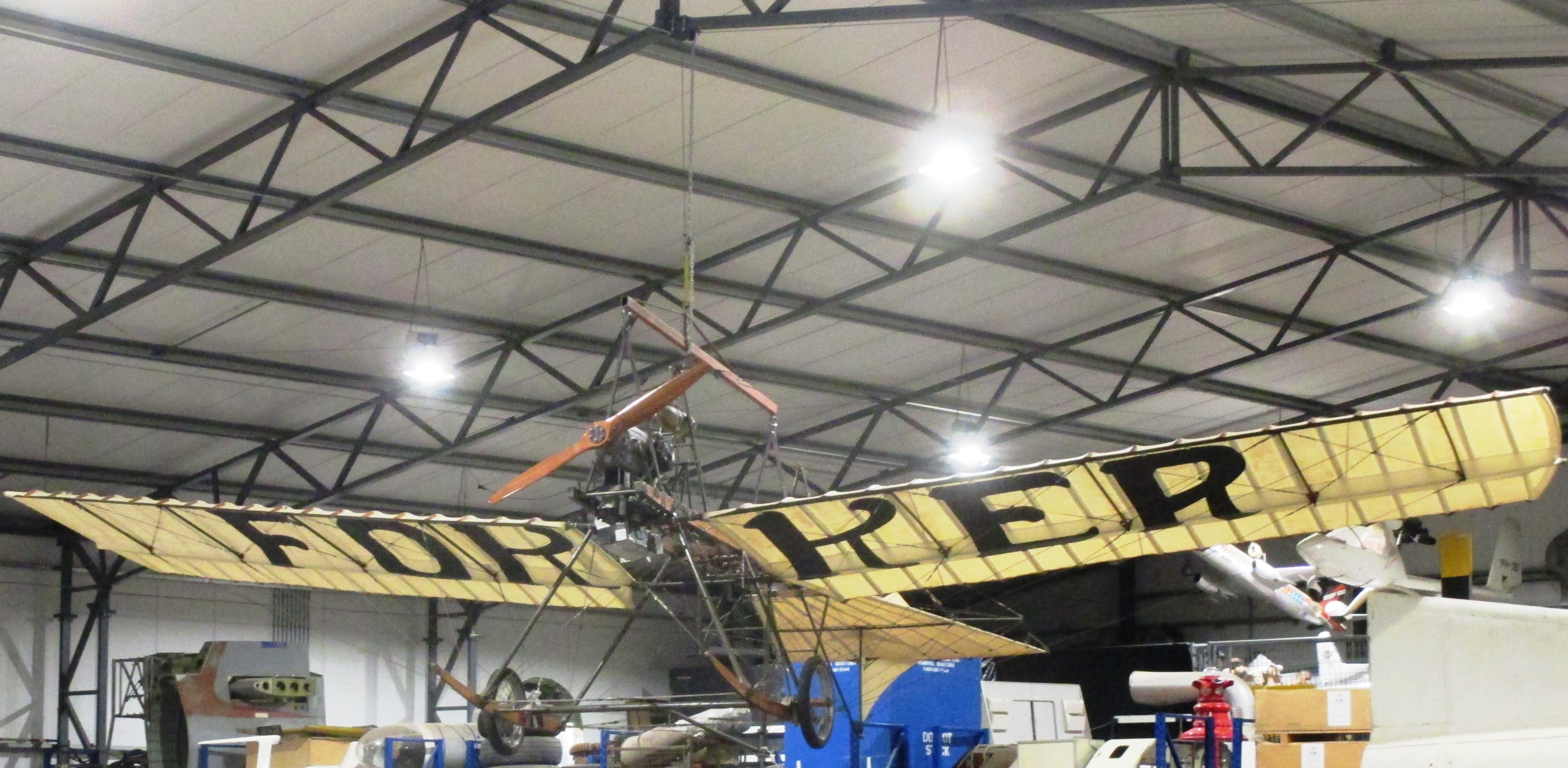
de Fokker Spin in het Luchtvaartmuseum Aviodrome, Lelystad (2023)

Een van de laatstgebouwde Spinnen in 1913 werd door Fokker na de Eerste Wereldoorlog mee naar Nederland genomen. Dit toestel was echter toen al niet meer compleet en werd begin jaren twintig weer opgebouwd met voorhanden zijnde onderdelen. In de Tweede Wereldoorlog werd dit toestel door de Duitse bezetter als oorlogsbuit meegenomen naar een vliegtuigmuseum in Berlijn. Na de oorlog werd de Spin naar Polen overgebracht. In 1986 keerde hij terug naar Nederland en werd hij bij Fokker gerestaureerd. Een tweede nog bestaand exemplaar werd door personeel van Fokker in 1936 gebouwd ter gelegenheid van Fokkers vijfentwintigjarig vliegjubileum. Beide toestellen bevinden zich in het luchtvaartmuseum Aviodrome op luchthaven Lelystad.

## Constructie
De romp van de Spin bestond uit twee houten dragers met tussenschotjes waarop de motor (Argus watergekoelde viercilinder lijnmotor) gemonteerd is. Aan de zijkanten van de romp waren de radiateurs bevestigd. De vleugels bestonden uit twee stalen buisliggers en de ribben waren van een korte gebogen buis voor het profiel met daarin een bamboe rib. Ook de staart was van stalen buis met bamboe ribben. Het landingsgestel was eveneens van stalen buis. Dit geheel werd met staaldraden bijeen gehouden. Latere Spinnen hadden een gestroomlijnde romp.

## Specificaties
- Type: Fokker Spin M.2
- Bemanning: 2
- Lengte: 8,25 m
- Spanwijdte: 13,2 m
- Hoogte: 2,97
- Leeggewicht: 374 kg
- Maximum gewicht: 574 kg

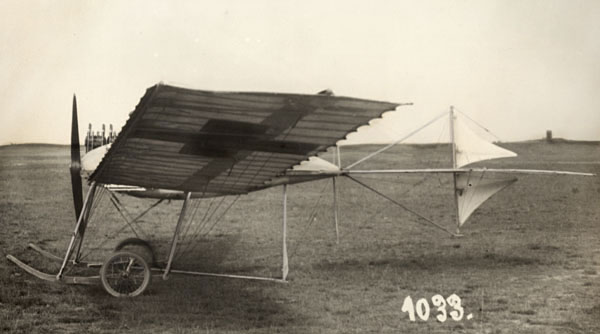
Spin M.1 (1911)

- Motor: 1 × Argus As I watergekoelde viercilinder lijnmotor, 75 kW (100 pk)
- Brandstof capaciteit: 40 kg brandstof plus olie
- Propeller: Tweeblads
- Eerste vlucht: 1910
- Aantal gebouwd: 25 (totaal alle modellen)

Prestaties
- Maximumsnelheid: 100 km/u
- Kruissnelheid: 90 km/u
- Vliegbereik: 120 km

## Vergelijkbare vliegtuigen
- Rumpler Taube
- Antoinette VII